# Schaffneria pilophoroides
Schaffneria pilophoroides är en insektsart som först beskrevs av Knight 1930.  Schaffneria pilophoroides ingår i släktet Schaffneria och familjen ängsskinnbaggar. Inga underarter finns listade i Catalogue of Life.